# Epicauta curvicornis
Epicauta curvicornis es una especie de coleóptero de la familia Meloidae.

## Distribución geográfica
Habita en México.